# پل فرسخوره
پل فرسخوره (انگلیسی: Pol Verschuere؛ زادهٔ ۱۸ ژانویهٔ ۱۹۵۵) دوچرخه‌سوار اهل بلژیک است.
از باشگاه‌هایی که در آن بازی کرده‌است می‌توان به تیم دوچرخه‌سواری فلاندریا، تیم دوچرخه‌سواری بیانکی، و فاگور اشاره کرد.